# ULTRA AP

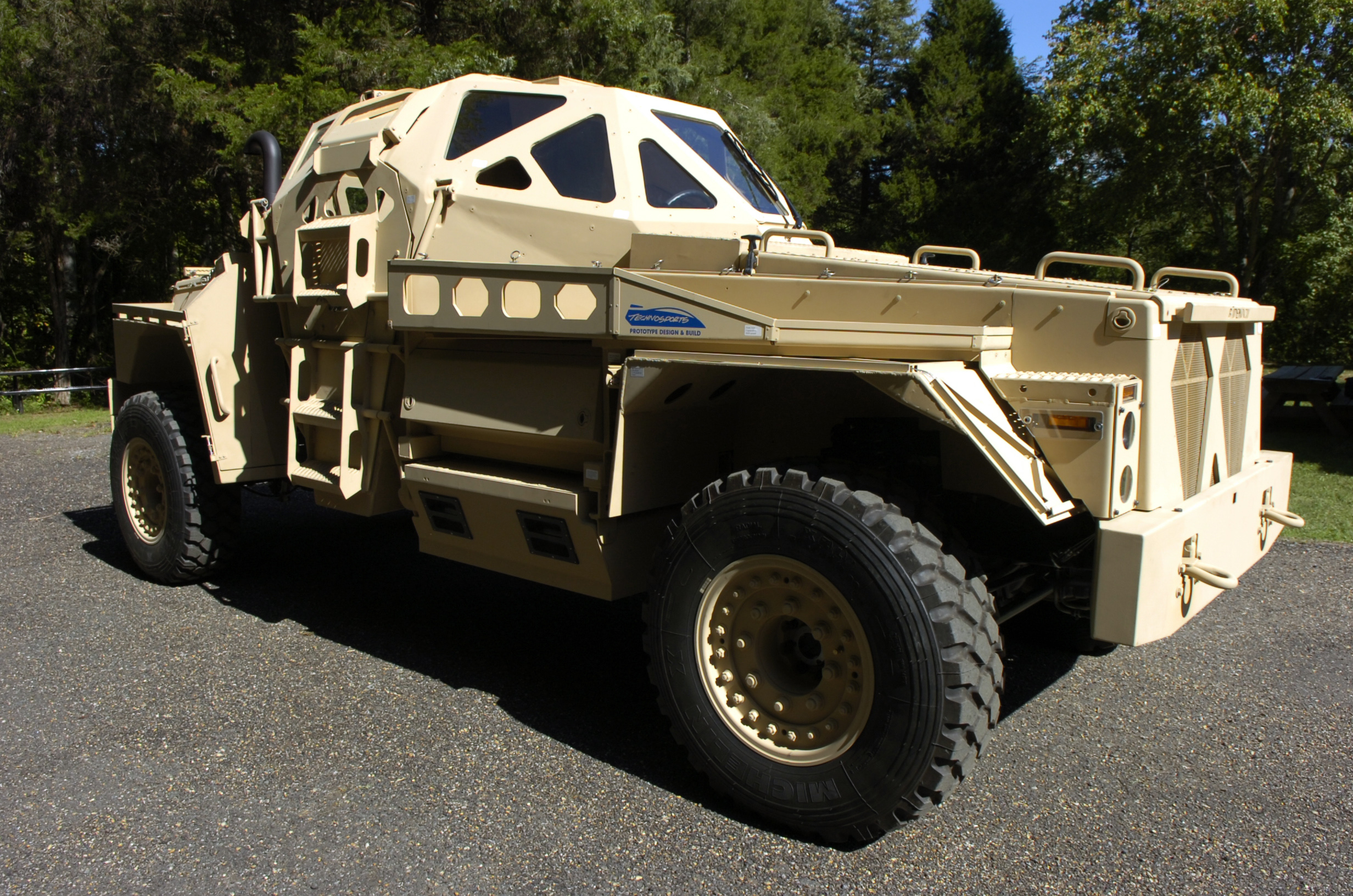
Ultra AP.

L'ULTRA AP (pour Armored Patrol) est un prototype de véhicule militaire dévoilé en septembre 2005 par le Georgia Tech Research Institute (GTRI), la section dédiée aux recherches du Georgia Institute of Technology, en contrat avec l'office des recherches navales,. Il a été suivi en 2009 par l'ULTRA II, plus axé sur le développement et l'amélioration du compartiment de l'équipage.
L'ULTRA AP a été vu dans de nombreux magazines spécialisés, parmi lesquels Rolling Stone, Fortune Magazine, USA Today, et Car and Driver.
Actuellement[Quand ?], les militaires américains ainsi que le département de la défense des États-Unis travaillent activement à trouver un moyen de remplacer l'ancien HMMWV (ou Humvee), car il est trop souvent employé dans des missions pour lesquelles il n'a pas vraiment été conçu, telles que le fait d'encaisser des impacts de munitions de petit calibre, de lance-roquettes (RPG) et d'engins explosifs improvisés (EEI).
L'ULTRA AP n'est qu'un véhicule prototype, il ne fait pas partie du « programme de remplacement du Humvee » (Joint Light Tactical Vehicle), pour lequel sa candidature n'a pas été retenue.

## Ultra AP

### Caractéristiques
Le véhicule est construit sur le châssis d'un pick-up Ford F-350, combinant les caractéristiques de sécurité et la manœuvrabilité d'un véhicule disponible dans le commerce civil, avec les avancées effectuées en matière de déflexion de souffle et de matériaux absorbant les impacts. Il a été construit spécifiquement dans le but de montrer aux militaires américains les améliorations effectuées dans tous les domaines par-rapport au Humvee.
L'ULTRA AP ne pèse que 4 tonnes (8 900 lbs), dispose d'une consommation et d'un rendement énergétique six fois meilleurs que ceux d'un Humvee et a été conçu et construit en seulement quelques mois. L'appartenance du véhicule lui-même a été transférée de l'office des recherches navales vers le Georgia Tech Research Institute (GTRI) (en) en février 2010, afin que les recherches puissent continuer leur chemin.
Il dispose, pour l'équipage, d'une capsule à facettes en forme d'œuf surnommée « blast bucket » (que l'on pourrait traduire par « Seau à souffle »). Il est formé de manière à dévier le souffle d'une explosion et les impacts de balles, en même-temps qu'il agit comme un arceau de protection en cas de retournement du véhicule (comme l'arceau-cage des voitures de rallye). Les quatre occupants prennent place adossés les uns aux autres, dans un arrangement en forme de losange, ce qui leur permet de voir les menaces venir de toutes les directions, comme il a longtemps été suggéré par les troupes sur le terrain. Cela permet aussi d'écarter les occupants au maximum des logements des roues, qui sont en général les premières responsables des déclenchements de mines. L'ULTRA AP intègre également des technologies de voitures de course empruntées au monde du NASCAR, comme des harnais multipoints et des sièges absorbant les chocs en Skydex, un matériau amortissant utilisé pour les parois extérieures des stades de baseball,. Il inclut également les dernières avancées technologiques en matière de blindages légers et de verre balistique.
Il utilise également une multitude d'ordinateurs embarqués pour contrôler la direction, les suspensions et les freins du véhicule, ce qui lui offre un très haut niveau de mobilité et de sécurité. Son châssis intégré lui donne également une avance considérable sur ses adversaires, tandis que la forme de sa capsule « en facettes » lui permet de mieux dévier les ondes de choc des explosions.

### Développement
Pour le développement de l'ULTRA AP, les ingénieurs et les scientifiques du GTRI ont réuni une équipe de professionnels de l'industrie, parmi lesquels Scott Badenoch, qui est maintenant un professionnel chevronné du développement en course automobile, Tom Moore, ancien vice-président de Liberty Operations, le centre d'ingénierie avancée de Chrysler, Walt Wynbelt, ancien officier chargé des programmes avec la section TACOM Life Cycle Management de l'United States Army Materiel Command, et Dave McLellan, ancien ingénieur en chef de Corvette pour la General Motors.
Le concept d'ULTRA a vu le jour avec le programme TARDEC COMBATT de l'US Army, sponsorisé par le National Automotive Center. Ce programme avait pour but d'exploiter l'utilisation de plateformes de véhicules commerciaux comme base de départ pour construire des véhicules militaires plus robustes. Michael Dudzik (GTRI) et David McLellan étaient les principaux acteurs de la rapide transition des résultats du programme COMBATT vers la plateforme d'ULTRA. Partant de ces expérimentations, ULTRA a été en mesure de mettre au point des conceptions révolutionnaires en matière d'intégration de blindages et de systèmes embarqués, permettant une survivabilitée accrue.

## Ultra II
Le Georgia Tech Research Institute (GTRI) a continué de travailler sur le projet, débouchant sur la fabrication d'un nouveau prototype, l'ULTRA II, lui aussi conçu et testé pour l'office des recherches navales. Le nouveau concept de protection de l'équipage s'appuie sur les recherches précédentes du GTRI sur des concepts de véhicules blindés légers,.
Un test de résistance au souffle, mené avec l'ULTRA II au centre de tests d'Aberdeen Center, prouva que le véhicule était parfaitement en mesure de protéger ses occupants contre les engins explosifs improvisés (aussi appelés « IED »).

### Caractéristiques
Le compartiment équipage est conçu pour embarquer six personnes : Un conducteur et un chef de bord assis côte-à-côte et quatre autres derrière, assis par paire et faisant face aux parois latérales du véhicule,. Cette conception a pour but d'éloigner les occupants des parois extérieures pour réduire les risques de blessures en cas d'ondes de choc latérales, permet aux sièges anti-souffle d'être montés en grappes, et réduit le temps nécessaire à l'évacuation rapide du véhicule en cas de problème,.
Le compartiment équipage utilise une structure « space frame » tubulaire en acier, similaire à celle des véhicules tout-terrain, particulièrement ceux de compétition (off-road racing). Une carapace en acier trempé apporte une protection contre le souffle et les impacts à la structure et à l'équipage. Des blindages composites additionnels peuvent être boulonnés sur le véhicule et sont facilement reconfigurables.
Un autre point-clé du projet est la protection apportée à l'équipage par un blindage « jetable », qui est fixé par des boulons sous le plancher du véhicule. Ce « Blast wedge (« angle à souffle »), construit en acier trempé soudé, absorbe et dévie l'énergie du souffle d'une mine, en agissant comme une zone tampon. Une fois qu'il a servi, il n'est plus utilisable et sacrifié au profit d'un autre neuf qui sera boulonné à sa place. On parle parfois aussi de « blindage fusible », étant-donné son caractère de système à usage unique.

### Utilisateur
- États-Unis